# Вейн Маккалоу
Вейн Ві́льям Макка́лоу (англ. Wayne William McCullough; 7 липня 1970, Белфаст) — північноірландський та ірландський професійний боксер, призер Олімпійських ігор, чемпіон світу за версією WBC (1995—1997) в легшій вазі.

## Аматорська кар'єра
Маккалоу був успішним аматором і в 18 років ввійшов до складу збірної Ірландії та був обраний, як наймолодший учасник ірландської команди, прапороносцем на церемонії відкриття Олімпійських ігор 1988. На Олімпіаді у першій найлегшій вазі він переміг в першому бою та зазнав поразки в другому.
1990 року Маккалоу брав участь в Іграх Співдружності у складі збірної Північної Ірландії. На цих іграх Маккалоу здобув три перемоги, став чемпіоном в найлегшій вазі та проніс прапор Північної Ірландії на церемонії закриття ігор.
Цього ж року на Кубку світу в Мумбаї, Індія здобув три перемоги та зазнав поразки у півфіналі від Серафіма Тодорова (Болгарія) і отримав бронзову медаль.
1991 року на чемпіонаті світу переміг двох суперників, а в чвертьфіналі програв Енріке Карріону (Куба).
Маккалоу завоював одну з двох медалей збірної Ірландії на Олімпіаді 1992.

### Виступ на Олімпіаді 1992
(кат. до 54 кг)
- В першому раунді переміг Фреда Мутувета (Уганда) — 28-7
- В другому раунді переміг Ахмеда Аббуда (Ірак) — 10-2
- В чвертьфіналі переміг Мохамеда Сабо (Нігерія) — 31-13
- В півфіналі переміг Рі Кван Сік (Північна Корея) — 21-16
- У фіналі програв Хоелю Касамайору (Куба0 — 8-16

## Професіональна кар'єра
Після Олімпійських ігор Маккалоу переїхав до США і 23 лютого 1993 року дебютував на професійному рингу. За два роки провів 15 переможних поєдинків, 12 з яких закінчив нокаутом.
30 липня 1995 року в бою проти чемпіона світу за версією WBC в легшій вазі японця Ясуеї Якусідзі здобув перемогу розділеним рішенням і став новим чемпіоном.
Маккалоу провів два успішних захиста титулу, а 11 січня 1997 року вийшов на бій за титул чемпіона світу за версією WBC в другій легшій вазі проти чемпіона мексиканця Даніеля Зарагози і програв розділеним рішенням.
Ще п'ять разів до закінчення кар'єри Маккалоу виходив на титульний бій в другій легшій і напівлегкій вазі, але кожного разу зазнавав поразки.
2008 року завершив виступи. Через конфлікт у Північній Ірландії Маккалоу завжди змагався в нейтральних кольорах і на його боях ніколи не виконували ні гімн Ірландії, ні гімн Північної Ірландії.